# Tonyville (Californie)
Tonyville est une census-designated place américaine située dans le comté de Tulare dans l'État de Californie. En 2010, sa population était de 316 habitants.

## Démographie
| 2010 | - | - | - | - | - |
| ---- | - | - | - | - | - |
| 316  | - | - | - | - | - |